# كلنكوة سواريزية
كلنكوة سواريزية (الاسم العلمي:Kalanchoe suarezensis) هي نوع من النباتات تتبع جنس الكلنكوة من الفصيلة الكرسولية.